# تیم ملی هندبال مردان مالزی
تیم ملی هندبال مالزی (انگلیسی:Malaysia men's national handball team  ) نماینده کشور مالزی در مسابقات بین‌المللی ورزش هندبال است.